# Zoran Zekić
Zoran Zekić (n. 29 aprilie 1974, Osijek) este un fost fotbalist croat și actual antrenor de fotbal.
În perioada 2014-2015 el a condus clubul Sheriff Tiraspol, cu care a câștigat medalia de bronz și Cupa Moldovei, totodată acesta fiind cel mai slab sezon al clubului în Divizia Națională din ultimii 15 ani.

## Palmares
Ca antrenor
Sheriff Tiraspol
- Divizia Națională

Locul 3: 2014-2015
- Cupa Moldovei (1): 2014-2015[3]